# Bironella gracilis
Bironella gracilis är en tvåvingeart som beskrevs av Theobald 1905. Bironella gracilis ingår i släktet Bironella och familjen stickmyggor. Inga underarter finns listade i Catalogue of Life.